# گایوس گراکوس
گایوس گراکوس (انگلیسی: Gaius Gracchus; ح. 154 bc – 121 BC) اهل روم باستان و یک سیاستمدار و سرباز رومی اصلاح‌طلب بود که در قرن دوم قبل از میلاد می‌زیست. شهرت او بیشتر به خاطر وکالتش در سال‌های ۱۲۳ و ۱۲۲ قبل از میلاد است، که در آن مجموعه‌ای از قوانین، از جمله قوانینی برای ایجاد مستعمرات در خارج از ایتالیا، مشارکت در اصلاحات ارضی بیشتر، اصلاح سیستم قضایی و سیستم برای مأموریت‌های استانی پیشنهاد شد و یک منبع غلات یارانه ای برای رم ایجاد کرد.